# Батлер (Мисури)
Батлер (енгл. Butler) град је у америчкој савезној држави Мисури.

## Демографија
По попису из 2010. године број становника је 4.219, што је 10 (0,2%) становника више него 2000. године.
| Група             | 2000.         | 2010.         |
| Белци             | 4.011 (95,3%) | 3.915 (92,8%) |
| Афроамериканци    | 81 (1,9%)     | 112 (2,7%)    |
| Азијати           | 16 (0,4%)     | 9 (0,2%)      |
| Хиспаноамериканци | 41 (1,0%)     | 98 (2,3%)     |
| Укупно            | 4.209         | 4.219         |